# Pelidnota lutea
Pelidnota lutea är en skalbaggsart som beskrevs av Olivier 1789. Pelidnota lutea ingår i släktet Pelidnota och familjen Rutelidae. Inga underarter finns listade i Catalogue of Life.